# حفاظة

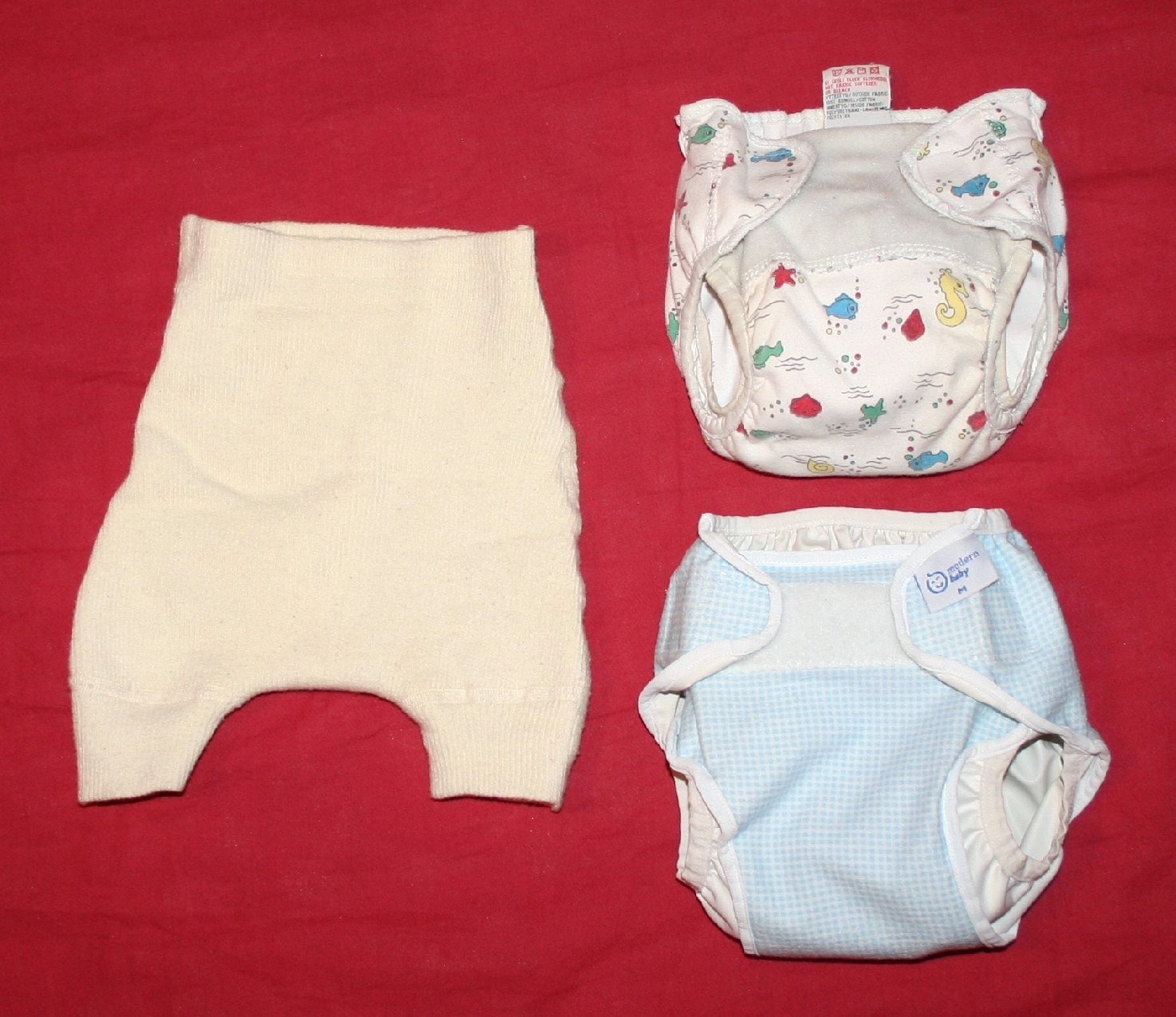
أنواع مختلفة من الحفاظ الخارجي.

الحِفاض أو الحفّاظة أو الحفّاضة هي رداء يشبه الإسفنج يرتديه الأشخاص غير القادرين على التحكم في المثانة أو حركة الأمعاء، أو غير قادرين أو غير راغبين في استخدام المرحاض. وعندما تصبح الحفاظات متسخة، فإنه يجب تغييرها، وغالبا ما يتم تنفيذ هذة العملية من قبل شخص اخر مثل أحد الوالدين أو مقدمي الرعاية. ويؤدي عدم الانتظام في تغيير الحفاظ بشكل مناسب إلى طفح الحفاظات.
والحفاظ يستخدمه البالغون من عمر شهر إلى عمر 3 أو 4 سنوات، وهو رداء يمنع التسرب. والحفاظات منها أنواع ومن أشهر الحفاظات هي بامبيرز (Pampers). كما يستخدم الحفاظات كل من البالغين ورواد الفضاء والجنود في اوقات الحروب والحفاظات يستخدمها الإنسان البالغ ويمكن لبس بنطال يمنع ظهور الحفاظات والآن توجد سراويل الحفاظات ويمكنك تبديلها وأنت واقف وهي للبالغين للعمر 15 و16
استخدم الحفاظ على مر التاريخ الإنسانى، وكانت صناعته إما من القماش أو مواد يمكن التخلص منها. ويتكون من طبقات من الانسجة مثل القطن والقنب والخيزران أو الألياف الدقيقة، ويمكن أن تكون قابلة للغسيل وإعادة استخدامها عدة مرات. تحتوي حفاظات الأطفال للاستخدام الواحد على مواد كيميائية ماصة ويتم التخص منها بعد استخدامها. ويعتبر قرار استخدام القماش أو حفاظات الأطفال للاستخدام الواحد قرارا مثيرا للجدل، وذلك بسبب قضايا مختلفة مثل الراحة، والصحة، والتكلفة، وأثرها على البيئة. إن حفاظات الأطفال للاستخدام الواحد هي الأكثر شيوعا، وحالياً، توجد العديد من العلامات التجارية المعروفة جيداً في هذه الصناعة مثل بامبرز، Luvs، وHuggies. ويمكن ارتداء البناطيل البلاستيكية على الحفاظات لتجنب التسرب، ولكن مع حفاظات القماش الحديثة لم يعد هذا ضروريا.

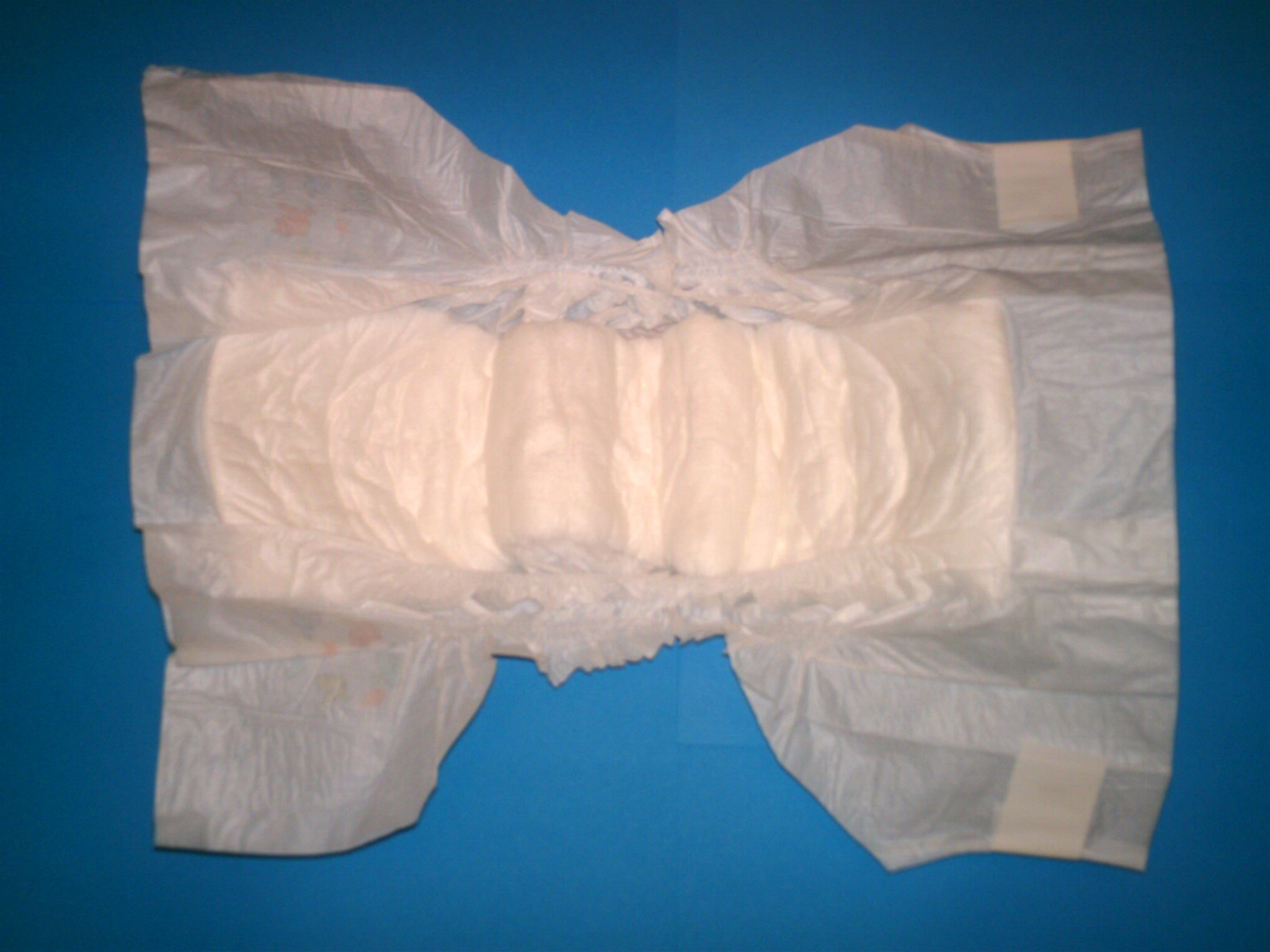
حفاظات اطفال مع أشرطة الأغلاق وحدود مرنة على الساق.

يرتدي الحفاظات عادة الأطفال الذين لم يتم تدريبهم بعد على النونية لقضاء الحاجة أو يعانون من التبول اللاإرادي. غير أن البالغين أيضا، يمكنهم استخدامها وهؤلاء على الأغلب الذين يعانون من سلس البول أو في ظروف معينة، حيث يكون الوصول إلى المرحاض غير متوفر. كما أن مستخدميه من الممكن أن يكونوا المسنين ذوي الإعاقة العقلية أو الجسدية، والأشخاص الذين يعملون في ظروف قاسية مثل رواد فضاء. تلبس حفاظات الأطفال عادة للضرورة وليس خيارا، وإن كانت هناك استثناءات مثل infantilists (وهي حالة مرضية تتميز بالرغبة في ارتداء الحفاظات بدون ضرورة طبية ويرغب في معاملته كطفل)، وdiaper fetishists (تشبه الحالة السابقة إلا أن المصاب هنا يرتدي الحفاظ لأسباب تتعلق بالمتعة الجنسية). وتستخدم وسادة سلس البول كمصطلح للإشارة إلى الحفاظات التي يستخدمها البالغون.
و كبديل لحفاظات الأطفال مع الرضع هو التدريب على استخدام النونية أو تواصل الامتناع، وهي تقنية تستخدم مجموعة الأصوات، وتعلم لغة جسد الطفل، ورد الفعل بسرعة كافية للوصول إلى وقت مناسب للامتناع.

## تاريخ الحفاظ

### أصل الكلمة
أصل الكلمة العربية حفاضة يرجع إلى الجذر الثلاثي [ ح ف ض ] وحَفَضَ الشيءَ بمعنى أَلقاه; هي قماش أو نحوه يمتص البول وغيره من السوائل يوضع بين فخذي الطفل الصغير ويثبت بأطراف لاصقة، الجمع: حفاضات. .
تشير الكلمة الإنكليزية diaper أصلا إلى نوع من القماش وليس إلى استخدامه، "diaper" كان عبارة عن مصطلح يشير إلى نمط تكرار الأشكال الهندسية الصغيرة، وجاء لاحقا لوصف نسيج القطن الأبيض أو الكتان المغزول على هذا النمط. واحتوت حفاظات القماش الأولى على نوع خاص من الأنسجة اللينة الرقيقة، يقطع إلى أشكال هندسية. وهذا النوع من الأنماط يطلق عليه diapering وفي نهاية المطاف أطلق هذا الاسم على القماش المستخدم في صنع الحفاظات ثم على الحفاظة نفسها، حيث تعود أصل هذه الكلمة إلى إنجلترا 1590s. وعلق هذا الاستخدام في الولايات المتحدة وكندا بعد الاستعمار البريطاني لأميركا الشمالية، ولكن في بريطانيا أخذت مكانها كلمة "nappy". وتشير معظم المصادر أن nappy هو تصغير كلمة napkin المنديل.

### تطور الحفاض

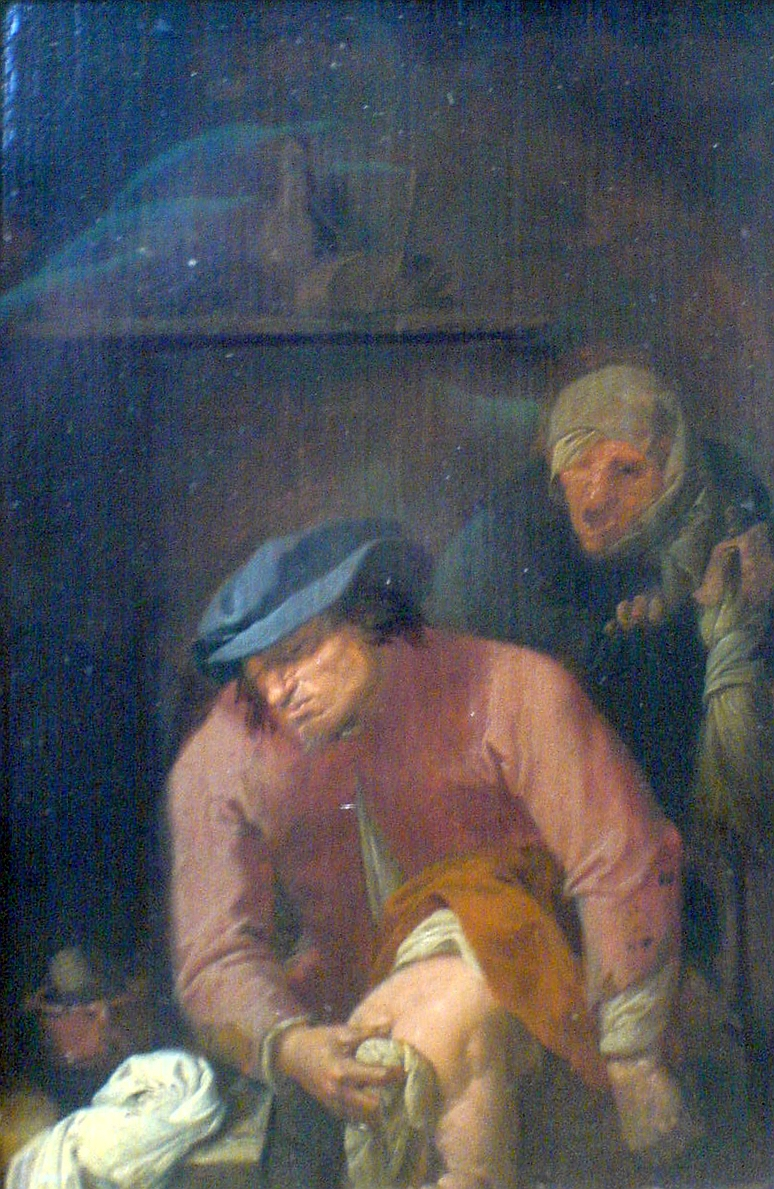
واجبات غير سارة من بروير Adriaen، تصور تغيير حفاظة.

Diapering ، أو ملابس الأطفال الخاصة بالذين لم يتلقوا تدريبا لاستخدام المرحاض ليست بقدم التاريخ البشري. ففي بعض البلدان مع الظروف المناخية الحارة، يبقى الأطفال عراة بينما تحاول الأمهات توقع حركات الأمعاء لتجنب الفوضى بالقرب من مناطق عيشهم.
و في القرن 19، بدأ الشكل الحديث للحفاظة وبدأ الأطفال في أوروبا وأمريكا الشمالية باستخدام خامات قطنية، مثبتة بدبوس أمان كحفاظ.و كان أول إنتاج ضخم لحفاظات القماش الشامل في العام 1887 حيث قامت به ماريا الن في الولايات المتحدة.
بينما في القرن 20، تطورت تدريجيا حفاظة الاستعمال الواحد وذلك نتيجة لجهود متتالية من عدد من المخترعين. ففي عام 1942، قامت شركة ورق سويدية معروفة باسم Pauliström بإنشاء أول حفاظات الاستعمال الواحد باستخدام طبقات من الأنسجة وضعت داخل سراويل مطاطية. وبعد أربع سنوات قامت ماريون دونوفان، ربة منزل من أمريكا يستبورت، كونيتيكت، بتطوير غطاءحفاظات مقاومة للماء عرفت باسم «الطاقية»Boater باستخدام ورقة من البلاستيك من ستارة الحمام، ومنحت لذلك أربع براءات اختراع، بما في ذلك استخدام كباس البلاستيك بدلا من دبابيس الأمان. وفي العام 1947، اخترع رجل يدعى جورج م. شرودر أول حفاظ للاستعمال الواحد مستخدما نسيج غير مغزول. ويعود أول إنتاج لحفاظات الاستعمال الواحد إلى شركة جونسون آند جونسون، الولايات المتحدة عام 1949. حيث قام واحد من علماء هذه الشركة، دنيس جيم هولتمان، وكان لا يقدر بثمن، باختراع هذه المواد. وفي خلال الخمسينيات، دخلت شركات مثل كيندال، ديفيز، وبلايتكس، وMolnlycke سوق صناعة الحفاظات. في عام 1956، بدأت شركة بروكتر أند غامبل أبحاثها عن حفاظات الأطفال. قام كلا من فيكتور ميلز، جنبا إلى جنب مع مجموعة مشروعه بما في ذلك وليام دياس، وكلاهما عمل لحساب الشركة، باختراع العلامة التجارية «بامبرز». حيث قدمت إلى ويلز كمشروع بي ـ 57 (وهذه كانت الطائرة التي علم بها ويلز الطيارين الأمريكيين الطيران خلال الحرب العالمية الثانية)، عندها ذكر ميل «هذا الشيء سوف يطير». على الرغم من فكرة بامبرز كانت في عام 1959، إلا أن الحفاظات نفسها لم تطرح في السوق حتى عام 1961.
على مدى العقود القليلة التالية، ازدهرت صناعة الحفاظات وازداد التنافس بين شركة بروكتر أند غامبل وبامبرز وشركة كلارك كيمبرلي Huggies مما أدى إلى انخفاض الأسعار وحدوث تغييرات جذرية في تصميم الحفاظ. وكذلك أدخلت العديد من التحسينات، مثل إدخال الأشرطة القابلة لإعادة الربط، و«شكل الساعة الرملية»، وذلك للتقليل من الجزء الزائد، ثم في عام 1984 تم إضافة المواد فائقة الامتصاص من البوليمرات المعروفة باسم polyacrylate الصوديوم التي طورت أصلا في عام 1966.

## أنواعها

### للاستخدام الواحد
منذ طرحها من عدة عقود أدخلت العديد من الابتكارات على المنتج لتشمل استخدام البوليمر فائق الامتصاص وأشرطة الأغلاق، وأحزمة الخصر المرنة. والحفاظات الآن أنحف، وذات قدرة فائقة على الامتصاص. ومؤخرا تم تزويده بمجموعة منتجات للأطفال في مرحلة التدريب على استخدام المرحاض مع طرح سراويل للتدريب وسراويل حفاظات.
و تتميز معظم حفاظات الأطفال الحديثة ومنتجات سلس البول بتركيب طبقي ، والتي تسمح بنقل وتوزيع البول إلى بنية أساسية ماصة حيث تستقر. وتكون الطبقات الأساسية غلاف خارجي من مركب البولي ايثيلين الغير مسرب أو مركب من غشاء وطبقة غير مغزولة والتي تمنع البلل وخروج القذارات، وطبقة داخلية ماصة من مزيج من ورقة والبوليمر فائق الامنصاص للبلل، وطبقة قريبة من الجلد من المواد الغير محبوكة مع طبقة التوزيع تحتها مباشرة لنقل البلل للطبقة الماصة.
ومن بين السمات الشائعة في هذا النوع من الحفاظات هو وجود واحدة أو أكثر من أزواج التثبيت إما لاصقة أو أشرطة الفيلكرو لتثبيت الحفاظات بشكل آمن. وتحتوي بعض الحفاظات على أشرطة يعاد لصقها للسماح بملائمتها للجسم أو لإعادة لصقها بعد التفتيش. وكذلك أنسجة مرنة حول الساق والخصر حتى تكون ملائمة لحركة الجسم واحتواء البول أوالبراز الذي لم يتم امتصاصه. وتنتشر في بعض الأنواع الآن مؤشرات البلل حيث يتغير فيها لون المادة الكيميائية الموجودة في خامات الحفاظ عند وجود رطوبة لإخطار ولي الأمر أو المستخدم أن الحفاظ مبتل.
و تشمل الحفاظة أيضا نسيج داخلي مصمم بهدف ابقاء البلل قريبا من الجلد لفترة وجيزة قبل امتصاصه لتنبيه المتدرب على المرحاض أو المتبول اللاإرادي أنه قد تبول. وترتبط معظم المواد في الحفاظة جنبا إلى جنب باستخدام لاصق مذاب ساخن إما في شكل رذاذ أو خطوط متعددة، ويستخدم أيضا لاصق مرن ذائب ساخن للحفاظ عليها عند بللها.
وتشتمل بعض حفاظات الأطفال على عطور ومرطب أو الزيوت الأساسية من أجل المساعدة في اخفاء رائحة الحفاظات المتسخة أو لحماية الجلد.ولا تحتاج هذه الحفاظات إلى أي رعاية خاصة، باستثناء الإبقاء عليها جافة قبل الاستخدام، مع التخلص السليم منها في سلة القمامة. ومن المفترض أن يتم التخلص من البراز في المرحاض، ولكنه بشكل عام يوضع في سلة المهملات مع بقية الحفاظ.

### القماش

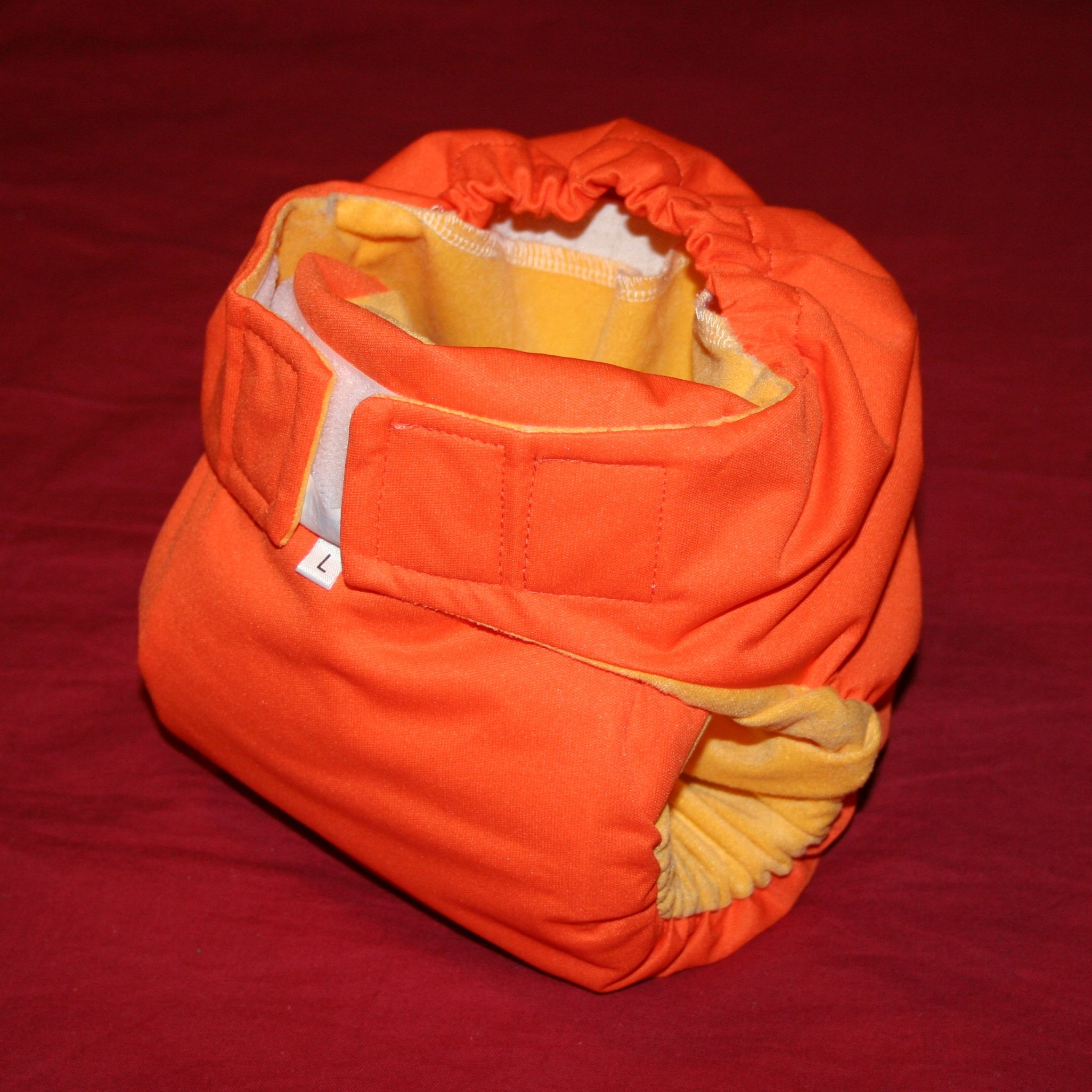
حفاظات القماش مليئة بقماش اضافي.

حفاظات القماش يعاد استخدامها، وتصنع من الألياف الطبيعية، أو الصناعية، أو مزيج من الاثنين معا. وغالبا ما يصنع هذا النوع من القطن الصناعي الذي قد يكون مصبوغا باللون الأبيض أو أنه أبقى على لونه الطبيعي. ومن بين الأقمشة المصنوعة من الألياف الطبيعية الأخرى الصوف، والخيزران، والقنب الغير مقصور. ومن بين المواد الصناعية طبقة ماصة داخلية من إسفنج ستوكات أو طبقة خارجية مقاومة للماء من صفح البولي يوريثين (PUL). وغالبا ما يستخدم صوف البوليستر والصوف المدبوغ داخل حفاظات القماش وفتل بطانة «للبقاء جافا» بسبب الخصائص الغير ماصة لتلك الألياف الصناعية.
تقليديا، تألفت حفاظات القماش من مربع أو مستطيل من القماش المطوي، ثبتت مع دبوس الأمان. بينما الحفاظات الحديثة تأتي في مجموعة من الأشكال، بما في ذلك الحفاظات المعطرة، وحفاظ «كلها في واحد» مع الخارجيات المقاومة للماء، وحفاظات مزودة بغطاء وجيب أو «القابلة للحشو»، والتي تتكون من مخيط خارجي مقاوم للماء مع وجود فتح لإدراج مادة ماصة من خلاله. وتشمل أساليب الغلق المكبس والخاطف وحلقة السحابات (مثل فيلكرو).
و تتطلب حفاظات القماش التخزين الجاف أيضا، ومعدات ولوازم للتنظيف. ولا تشكل حفاظات القماش أي عبء على البيئة بالمقارنة مع حفاظات الأطفال للاستخدام الواحد، ولكنها أيضا تتطلب الغسيل في الماء مع منظف لتنظيفها بشكل صحيح. وطريقة التنظيف الجاف بعد التخلص من النفايات والغسيل على الساخن أو البارد يزيل معظم البكتيريا. وسوف يقتل التعرض للشمس الباقي وعادة ما يحل أية مشاكل تلطيخ. كبديل للتنظيف في المنزل، وبعض المواقع لديها خدمات بأجور حيث توفر حفاظات نظيفة وتجمع المتسخة منها، في حين أن الآباء والأمهات في المناطق الريفية غالبا ما تجد أنه يجب عليهم تنظيف الحفاظات باستخدام وسائل التنظيف الخاصة بهم.
تسعى بعض العلامات التجارية إلى الجمع بين حفاظات القماش والاستعمال الواحد. عموما، فهذا الهجين هو حفاظات من القماش مع طبقة داخلية يتم التخلص منها.

### الجدل الدائر حول استخدام الحفاظ
يستخدم الطفل العادي عدة آلاف من الحفاظات في حياته. حيث يتم التخلص من الحفاظات بعد استخدامها لمرة واحدة، فاستخدام حفاظات الأطفال يزيد من العبء على مواقع دفن النفايات، وقد أدي زيادة الوعي البيئي إلى زيادة الحملات للآباء والأمهات لاستخدام بدائل قابلة لإعادة الاستخدام، مثل حفاظات القماش أو الحفاظات المختلطة. [بحاجة لمصدر] ويستخدم كل عام في الولايات المتحدة فقط حفاظات بما يقدر ب27.4 مليار، أي بما يعادل 3.4 مليون طن تضاف إلى مقالب القمامة في كل عام. مع ذلك، فمن الممكن شراء حفاظات الأطفال ذات أثر منخفض على البيئة.
وكان الأثر البيئي لحفاظات القماش بالمقارنة مع الحفاظات الأخرى قد درس عدة مرات. ففي دراسة واحدة من المهد إلى اللحد المقدمة من الرابطة الوطنية لخدمات الحفاظ (NADS) وقام بها كارل Lehrburger وزملاءه، وجدت النتائج أن حفاظات الأطفال تنتج نفايات سبع مرات أكثر بعد استخدامها وثلاث مرات أكثر في عملية التصنيع. وبالإضافة إلى ذلك، فالنفايات السائلة من البلاستيك، وعجينة الورق والصناعات الورقية هي الآن أكثر خطورة من نفايات زراعة القطن وعمليات التصنيع. وتستهلك الحفاظات كميات أقل من المياه من الحفاظات المعاد استخدامها والتي تغسل في المنزل، ولكن أكثر من تلك التي أرسلت إلى خدمة حفاظات التجارية. فيستهلك غسل حفاظات القماش في المنزل 50-70 غالون من الماء كل ثلاثة أيام، وهو ما يعادل تقريبا ما يستخدم في الحمامات 15 مرات في اليوم، إلا إذا كان المستخدم لديه غسالة ذات كفاءة عالية. وتمرر خدمة الحفاظات العادية الحفاظة خلال متوسط 13 تغيير للماء، ولكنها تستخدم كميات أقل من المياه والطاقة لكل حفاظ مما يستهلك في المنزل.
في أكتوبر 2008، في «تحديث دراسة تقييم دورة الحياة للحفاظات القابلة لإعادة الاستخدام والعادية»، قدمتها وكالة البيئة ووزارة البيئة والغذاء والشئون الريفية البريطانية ذكرت الحفاضات التي يعاد استخدامها يمكن أن تسبب ضررا أقل بكثير (تصل إلى 40 في المائة) أو أكثر بكثير للبيئة من تلك التي يمكن التخلص منها، اعتمادا على كيفية غسل وتجفيف معظم الآباء والأمهات لهم. أظهر «السيناريو» الأساسي«أن الفرق في الانبعاثات من الصوبات الزجاجية ليست ذات أهمية (في الواقع، فقد سجلت حفاضات الاستخدام الواحد نسبة أفضل قليلا). ومع ذلك، يمكن تحقيق نتائج أفضل بكثير (خفض الانبعاثات لمدة تصل إلى 40 في المائة) باستخدام حفاضات يعاد استخدامها على نحو أكثر عقلانية.» ويظهر التقرير أنه، على النقيض من استخدام الحفاضات العادية، فإن سلوك المستهلكين بعد الشراء يحدد معظم الآثار الناتجة عن الحفاظات التي يعاد استخدامها. يمكن لمستخدمين حفاض القماش تقليل آثارها البيئية عن طريق:
- التجفيف الخارجي كلما أمكن ذلك.
- التجفيف الآلى أقل قدر ممكن.
- عند استبدال الأجهزة، اختيار الأجهزة الأكثر كفاءة في استخدام الطاقة (الآلات المصنفة A+ [وفقا لتصنيف الاتحاد الأوروبي] هي الأفضل).
- لا تتجاوز درجة حرارة الغسيل 60درجة مئوية [140 درجة ف.
- الغسل بأحمال كاملة.
- إعادة استخدام الحفاضات مع أطفال آخرين. " [19]

هناك اختلافات في رعاية حفاضات القماش التي يمكن أن تشكل ضغوط مختلفة على الأثر البيئي. على سبيل المثال، باستخدام خدمة غسل حفاضات القماش يشمل التلوث الإضافي من السيارة التي تجمع وتسلم الحفاضات. ولكن هذه الخدمة تستخدم كميات أقل من المياه للحفاضة في عملية الغسيل. وبعض الناس الذين يغسلون حفاضات القماش في البيت يغسل كل حمولة مرتين، معتبرين المرة الأولى مرحلة «ما قبل الغسيل»، مما يضاعف من استخدام الطاقة والمياه. وتصنع معظم حفاضات القماش من القطن، والذي يعتبر بشكل عام محصولا مسرفا بيئيا لزراعته. «و يعتبر القطن التقليدي واحدا من المحاصيل التي تعتمد على المواد الكيميائية، حيث تستهلك ما يصل إلى 10٪ من جميع المواد الكيميائية الزراعية و25 ٪ من مبيدات الحشرات و3 ٪ من مساحة الأراضي الزراعية التي لدينا، وهذا أكثر من أي محصول آخر لكل وحدة.»  يمكن تخفيف هذا التأثير عن طريق استخدام مواد أخرى، مثل الخيزران والقنب.
وثمة عامل آخر وهو إمكانية إعادة استخدام حفاضات القماش مع أطفال اخرين، وتباع هذه الحفاضات عبر diaperswappers.com ، كريغسليست  أو غيرها من المجتمعات المحلية على الإنترنت والتبرع بالحفاضات المستعملة عبر مجموعات إعادة التدوير مثل freecycle  أو للمؤسسات الخيرية مثل miraclediapers.org . ويبادر العديد من مستخدمي الحفاضات التي يمكن إعادة استخدامها للاستفادة من هذه الموارد، وربما ينضموا إلى المجتمعات المحلية مثل لايف جورنال clothdiapering  من أجل إيجاد سبل لجعل غسل الحفاضة أكثر كفاءة أو الحصول على ردود فعل حول الأنواع المختلفة من الحفاظات التي يعاد استخدامها. وهذه العوامل يمكن أن تخفف من الآثار البيئية والمالية من تصنيع وبيع واستخدام الحفاظات التي يعاد استخدامها.

## الاستخدامات

### الأطفال
يحتاج الرضع إلى تغيير الحفاضات من خمس مرات أو أكثر في اليوم. كما أنها يمكن أيضا أن تكون بمثابة تجربة لارتباط الأم والطفل. لتجنب تهيج الجلد، يشار إليه بـطفح حفاضات، يجب تغيير الحفاضات بمجرد أن تتسخ (وخاصة البراز)، حيث يحتوي البراز على انزيم يورياز الذي يحفز تحويل اليوريا في البول إلى الأمونيا التي تهيج الجلد ويمكن أن تسبب احمرار مؤلم.
و يعتبر السن التي يجب أن يبدأ فيه تدريب المرحاض موضوع جدل قائم وإبقاء الأطفال في الحفاظات بعد مرحلة الطفولة يمكن أن تكون مثيرة للجدل، حيث يزعم جون Rosemond طبيب نفسي للعائلات انه صفعة «لذكاء الإنسان حيث يسمح للطفل على مواصلة تدنيس وتبليل نفسه بعد عمر السنتين.»  ويعتقد طبيب الأطفال ت. بيري Brazelton أن التدريب على المرحاض هو اختيار الطفل وشجع هذا الرأي في الإعلانات التجارية المختلفة لبامبرز الحجم 6، حفاضات للأطفال الأكبر سنا. يحذر Brazelton من أن فرض التدريب على المرحاض يمكن أن يسبب مشاكل خطيرة على المدى البعيد، وأنه قرار الطفل للتوقف عن ارتداء الحفاضات، وليس الوالدين.
قد يعاني الأطفال من مشاكل أثناء النهار أو في كثير من الأحيان التحكم في المثانة ليلا حتى ثماني سنوات أو أكثر ويحتاج إلى ارتداء حفاضات في الليل للسيطرة على التبول اللاإرادي. في حالة الاستيقاظ، لا يحتاج معظم الأطفال حفاضات عند بلوغهم من 2-4 سنوات، ولكن يعتمد ذلك على الثقافة، ونوع الحفاض، وعادات الوالدين، وشخصية الطفل. ومع ذلك، فقد أصبح شائعا بشكل متزايد أن يرتدي الأطفال حتى عمر خمس سنوات حفاضات بسبب إهمال والديهم أو امتناع الطفل عن تدريب المرحاض. ويمكن أن يسبب هذا عددا من المشاكل إذا تم إرسال الطفل إلى المدرسة مرتديا حفاض، بالإضافة إلى إغاظة زملاء الدراسة له والمشاكل الصحية الناجمة عن الحفاضات القذرة. وتطالب مجموعات المعلمين - الذين يعزون هذا الوباء إلى زيادة في استخدام الرعاية النهارية الكاملة - منع الأطفال الذين يرتدون حفاضات من الفصول الدراسية. وتم اتهام صناعة الحفاضات بتشجيع هذا الاتجاه من خلال تصنيع الحفاظات في أحجام أكبر على نحو متزايد. وتتعرض «الحفاضات المريحة جدا S]uper-comfortable nappies» لانتقادات هي الأخرى، حيث تبعد التكنولوجيا المتقدمة في الحفاظات الحديثة البلل بعيدا عن الجلد، مما يترك الطفل غافلا عن الحادث، ومتى يحتاج للذهاب إلى المرحاض. ويدعي ممرض طب الأطفال جون روجرز أن موقف الآباء يلعب دورا رئيسيا في هذه المشكلة، وأن التدريب على المرحاض هو ببساطة لا يمثل أولوية بالنسبة للكثيرين منهم.
وهناك بلدان أخرى يزيد فيها عدد الأطفال كبار السن الغير متدربين على النونية بما في ذلك أستراليا، حيث ذكرت مصادر في نشرة أخبار كوينزلاند أن الآباء غير مبالين بالتدريب على النونية ولهذا، شوهدت أعداد متزايدة من الأطفال في سن الدراسة لا تزال ترتدى حفاضات. 
كثيرا ما يحمل الآباء والأمهات وغيرهم من مقدمي الرعاية للأطفال حفاضات اضافية والمستلزمات لتغيير حفاضة في شنطة الحفاضات.

#### سراويل التدريب / pull-ups
ونظرا للزيادة الأطفال الأكبر سنا الذين يرتدون حفاضات، صمم المصنعون «سراويل تدريب» خاصة والذي سد الفجوة بين حفاضات الأطفال والملابس الداخلية العادية خلال عملية التدريب على المرحاض. وتتميز سراويل التدريب عن الحفاظات في أنها تحاكي الملابس الداخلية ولا تتطلب الإحكام المعقد، لذلك يمكن أن يغير الطفل واقفا أو بشكل مستقل حتى من دون مساعدة من الكبار. وقد أظهرت الدراسات أن استخدام سراويل التدريب بدلا من الحفاظات يمكن أن تكون فعالة في تسريع تدريب المرحاض. وتوجد الإصدارات الأكبر حجما، مثل GoodNites، للأطفال الأكبر سنا والمراهقين الذين تم بالفعل تدريبهم على المرحاض لكنهم ما زالوا يعانون من التبول اللاإرادي. الهدف منها أن تكون مشابهة للملابس داخلية، وذلك لتفادي اثار غضب أولئك الذين يجدون أن ارتداء حفاضات في سن متأخرة شيء محرج. وتكون متاحة في شكل قماش أو عادية حيث تتشابه في تركيبها مع الحفاض بطبقة أساسية ماصة وغطاء مقاوم للماء يمكن أن ارتدائه في أي عمر حتى يتوقف الطفل عن تبليل السرير. ولأنه بإمكانهم ارتدائها ونزعها مثل الملابس الداخلية، يصبح الأطفال قادرون على استخدام المرحاض إذا كانوا يشعرون بالحاجة لذلك، بدلا من إجبارهم على تبليل أو تلويث أنفسهم دون داع. في حين أن معظم الحفاضات للجنسين، إلا أن سراويل التدريب غالبا ما تأتي في إصدارات محددة الجنس لأن الأطفال يصبحون أكثر وعيا لدور الجنسين عندما يكبرون في السن.
مع تطور سراويل التدريب مما يجعل من الممكن للأطفال لتغيير حفاضاتهم بأنفسهم، يدعي أطباء الأطفال مثل Brazelton أن التدريب القسري على المرحاض يمكن أن يسبب مشكلات نفسية وصحية دائمة، فيرتدي الأطفال الحفاضات حتى سن أكبر بكثير مما كان عليه تاريخيا. ويدعي موقع صحة وعافية الأطفال Children's Health and Wellness ارتداء الطفل للحفاض يمكن أن يطيل من فترة التبول اللاإرادي، لأنها ترسل «رسالة سماح» لهم للتبول أثناء النوم. وتقول صفحة الدكتور أنتوني من مجلة الطفل المبدع على الإنترنت Creative Child Online Magazine أن الأطفال يمكن أن يتعودوا على الحفاض ويبدأ باعتبارها راحة، ومن الأطفال الذين شملهم المسح، فإن معظمهم يفضل ارتداء حفاضات بدلا من القلق حول الاستيقاظ ليلا للذهاب إلى المرحاض. وفي سلسلة من الدراسات الاستقصائية على الإنترنت، روبرت Pretlow، دكتوراه في الطب، والصحة الإلكترونية الدولية. يدعي أنه إذا كان مستخدمي شبكة الإنترنت يمثلون المجتمع ككل، فإن هذه الدراسات الاستقصائية تشير إلى أن fetishistic أو الجذب العاطفي للحفاضات ما تعنيه حالات «الراحة»، وأن «هذه التصرفات تشكل سببا مهما من أسباب سلس البول enuresis and incontinence». ودعا إلى مزيد من الدراسات الذي يتعين القيام بها بشأن هذا الموضوع.

### البالغين

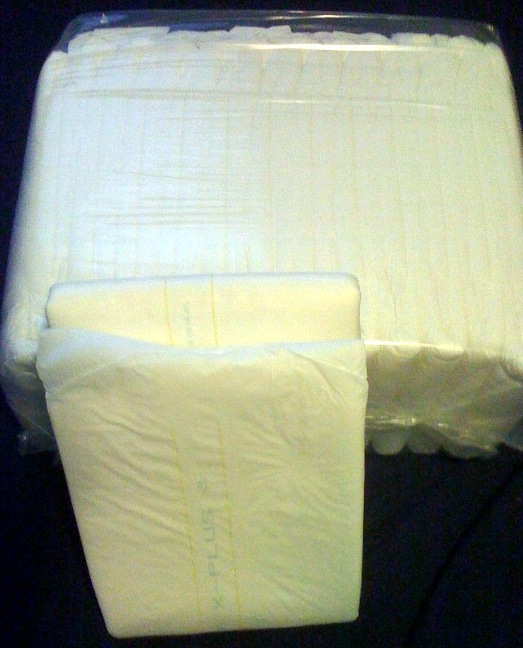
ألف كيس حفاضات للكبار أبينا

على الرغم من أن الحفاضات الأكثر شيوعا هي التي يرتديها الرضع والأطفال، إلا أن البالغين يرتدونها أيضا لأسباب مختلفة. ففي المجتمع الطبي، يشار إليها عادة بـ «ملابس داخلية ماصة للبالغين» بدلا من الحفاظات التي ترتبط بالأطفال ويمكن أن يكون لها دلالة سلبية. ويرتدي المصابون بالحالات الطبية التي تسبب أو تجعلهم يعانون من سلس البراز أو البول حفاضات أو منتجات مماثلة لأنهم غير قادرين على التحكم في المثانة أو الأمعاء. ويمكن لمن هم طريحوا الفراش أو محدودوا الحركة ارتداء حفاضات أيضا لأنهم غير قادرين على الوصول إلى المرحاض بشكل مستقل. ويمكن أن يشكل استخدام الكبار للحفاض مصدرا للحرج،  ويجري تسويق المنتجات في الغالب تحت العبارات الملطفة مثل ملابس سلس البول.

### الحيوانات
تستخدم الحفاضات ومايشبهها في بعض الأحيان على الحيوانات الأليفة، والحيوانات المختبرية، أو الحيوانات العاملة. ويكون هذا غالبا نتيجة لكون الحيوان غيرأليف، أو لكبار السن والمرضى أو الحيوانات الأليفة المصابة المصابة بسلس البول. وتكون في بعض الحالات ببساطة حفاضات الأطفال مع الثقوب لتناسب الذيول. وفي حالات أخرى، فهي أجهزة جمع النفايات تشبه الحفاضات.
و تشبه الحفاضات المستخدمة على القرود، وذوات الأنياب، الحفاضات المستخدمة من قبل البشر. وتهدف الحفاضات المستخدمة على الخيول الإمساك بمخلفاته، وكذلك امتصاصها.
و في عام 2002، اقترح مجلس مدينة فيينا ارتداء الخيول حفاضات لمنعهم من قضاء الحاجة في الشارع. مما سبب خلافا داخل جماعات حقوق الحيوان، الذين زعموا أن ارتداء حفاضات سيكون غير مريح للحيوانات. واحتج النشطاء بنزولهم إلى الشوارع مرتدين الحفاضات نفسها، مصحوبة برسالة «أوقفوا أكياس التغوط». في بلدة ليمورو الكينية، ألبست الحمير أيضا حفاضات بناء على طلب المجلس. وفي خطة مماثلة في بلاكبول تقرر أن تزود الخيول بحفاضات المطاط والبلاستيك لمنعهم من تلويث المنتزه بالروث. واستشار المجلس RSPCA للتأكد من أن الحفاضات لا تشكل خطرا على رفاهية الخيول.
و تستخدم الحفاضات مع الحيوانات الأخرى مثل القطط والكلاب الإناث عند التبويض والنزيف، والقرود، الغير قادرين جسديا على التحكم في مخرجاتهم، وهي حالة ليست مريحة للحيوانات التي تعيش على الأشجار. وكثيرا ما تظهر الحيوانات المدربة مرتدية حفاظات في البرامج التلفزيونية، والأفلام، أو برامج الترفيه المباشرة أو التعليمية.